# 熊林親吾
熊林 親吾（くまばやし しんご、1981年6月23日 - ）は、秋田県出身（北海道旭川市生まれ）の元プロサッカー選手、サッカー指導者。ブラウブリッツ秋田U-18監督。現役時代のポジションはミッドフィルダー。

## エピソード
- 湘南での応援歌は当初高田保則と同じ曲（原曲は『We Are The Champ』）であったが、応援団のコールリーダーに直接「この曲は振り付けがあるので7ゲート（応援団が集まるバックスタンドのゲート名）の人しかできない、手拍子があればメインスタンドも含めてスタジアム中に応援してもらえるから磐田時代の先輩である藤田俊哉や名波浩のような応援歌がよい」と要望を伝え名波浩やベルマーレOBの中田英寿と同じ曲を使った応援歌を作ってもらった。
- 仙台での応援歌は当初「金萬・ババヘラ・熊林」と秋田名物を並べたユニークなものであったがその後氣志團の『スウィンギン・ニッポン』を原曲とする歌に変わった。しかし、この曲は熊林の移籍後熊林個人の応援歌ではなく、仙台のチーム応援歌となり、ザスパ草津の一員として初めてユアテックスタジアムに凱旋した際に新曲として披露された。後に熊林はラジオ番組で「自分の歌を歌ってもらえるのかと思ったら、歌詞が熊林の部分が仙台に変わっていてショックだった」と語っている。しかし、このチーム応援歌となったスウィンギン・センダイは東日本大震災後にスタンディング・センダイとしてベガルタ仙台と氣志團の交流のきっかけになるなどしている。
- 2007年最終節は当時レンタル移籍中の徳島ヴォルティスとレンタル元のベガルタ仙台が仙台のホーム、ユアテックスタジアムで対戦。直前に仙台からの戦力外通告が発表され、徳島からも戦力外との報道（こちらは公式ではなく新聞報道）があった中での試合であったが、試合直後、仙台サポーターの元へ走り寄り、深々とお辞儀をし、逆に仙台サポーターは普段自チームの元所属選手はブーイングで迎えることも多いがこの時は仙台時代の応援歌の大合唱で迎え、熊林本人だけでなく仙台の一部選手、サポーターも涙するということがあった。
- 元々、CKを蹴る際など自チームサポーターを腕を振って煽ったり、サポーターを盛り上げることが多々見られたが、ザスパ草津では2008年シーズン途中から、試合後サポーターの前で拡声器を使ってマイクパフォーマンスをする通称「熊林劇場」が勝利後のお約束となった。マイクパフォーマンス以外にも草津温泉の法被を着る、負傷して長期離脱となった高田保則のユニフォームを着るなどのパフォーマンスを見せた。2009年シーズンはこれをさらに発展させた「草津劇場」として活躍した選手が法被を着たり湯もみ板を持って、さらに他の選手全員が肩を組んでのパフォーマンスを行った。
- 憧れの選手はプロ入り前から一貫して磐田時代の先輩でもある名波浩と奥大介（奥は横浜F・マリノス所属時代もチームメイトだった）と言い続けている。
- 2011年10月26日の対横浜FC戦で、J1・J2通算300試合出場、2012年3月10日の対湘南ベルマーレ戦でJ2通算300試合出場を達成。
- 横浜F・マリノス時代のチームメイト、松田直樹が心筋梗塞で倒れた際には、ザスパ草津所属全選手のサインとメッセージをチームフラッグに集めて入院先の長野へ自ら持参。亡くなった直後の試合（2011年8月6日、対サガン鳥栖戦）ではゴールを決め喪章を天へとささげ、またヒーローインタビューで松田との思い出、病院に駆け付けた際の松田の母のメッセージを語った。
- 2015年シーズンでの引退を表明。2016シーズンよりブラウブリッツ秋田U-18チームの監督に就任。JFA公認A級ジェネラルのライセンスを保有する。2019年よりトップチーム・コーチを兼任。

## 所属クラブ
- 1991年 - 1993年 秋田市立仁井田小学校（仁井田レッドスターズ13期[1]）
- 1994年 - 1996年 秋田市立御野場中学校
- 1997年 - 1999年 秋田市立秋田商業高等学校
- 2000年 - 2003年 ジュビロ磐田
  - 2002年6月 - 2003年 湘南ベルマーレ (期限付き移籍)
- 2004年 湘南ベルマーレ
- 2005年 横浜F・マリノス
- 2006年 - 2007年 ベガルタ仙台
  - 2007年7月 - 2007年12月 徳島ヴォルティス (期限付き移籍)
- 2008年 - 2012年 ザスパ草津
- 2013年 - 2015年 ブラウブリッツ秋田

## 個人成績
| 国内大会個人成績 | 国内大会個人成績 | 国内大会個人成績 | 国内大会個人成績 | 国内大会個人成績 | 国内大会個人成績 | 国内大会個人成績 | 国内大会個人成績 | 国内大会個人成績 | 国内大会個人成績 | 国内大会個人成績 | 国内大会個人成績 |
| 年度             | クラブ           | 背番号           | リーグ           | リーグ戦         | リーグ戦         | リーグ杯         | リーグ杯         | オープン杯       | オープン杯       | 期間通算         | 期間通算         |
| 年度             | クラブ           | 背番号           | リーグ           | 出場             | 得点             | 出場             | 得点             | 出場             | 得点             | 出場             | 得点             |
| 日本             | 日本             | 日本             | 日本             | リーグ戦         | リーグ戦         | リーグ杯         | リーグ杯         | 天皇杯           | 天皇杯           | 期間通算         | 期間通算         |
| ---------------- | ---------------- | ---------------- | ---------------- | ---------------- | ---------------- | ---------------- | ---------------- | ---------------- | ---------------- | ---------------- | ---------------- |
| 2000             | 磐田             | 28               | J1               | 0                | 0                | 0                | 0                | 0                | 0                | 0                | 0                |
| 2001             | 磐田             | 28               | J1               | 0                | 0                | 0                | 0                | 0                | 0                | 0                | 0                |
| 2002             | 磐田             | 28               | J1               | 0                | 0                | 0                | 0                | -                | -                | 0                | 0                |
| 2002             | 湘南             | 30               | J2               | 28               | 2                | -                | -                | 4                | 0                | 32               | 2                |
| 2003             | 湘南             | 8                | J2               | 37               | 1                | -                | -                | 4                | 2                | 41               | 3                |
| 2004             | 湘南             | 8                | J2               | 19               | 0                | -                | -                | 0                | 0                | 19               | 0                |
| 2005             | 横浜FM           | 13               | J1               | 8                | 0                | 1                | 0                | 0                | 0                | 9                | 0                |
| 2006             | 仙台             | 6                | J2               | 41               | 2                | -                | -                | 1                | 0                | 42               | 2                |
| 2007             | 仙台             | 6                | J2               | 6                | 1                | -                | -                | -                | -                | 6                | 1                |
| 2007             | 徳島             | 31               | J2               | 20               | 0                | -                | -                | 2                | 0                | 22               | 0                |
| 2008             | 草津             | 14               | J2               | 38               | 2                | -                | -                | 2                | 0                | 40               | 2                |
| 2009             | 草津             | 14               | J2               | 45               | 4                | -                | -                | 2                | 0                | 47               | 4                |
| 2010             | 草津             | 14               | J2               | 27               | 2                | -                | -                | 1                | 0                | 28               | 2                |
| 2011             | 草津             | 14               | J2               | 37               | 4                | -                | -                | 1                | 0                | 38               | 4                |
| 2012             | 草津             | 14               | J2               | 34               | 1                | -                | -                | 0                | 0                | 34               | 1                |
| 2013             | 秋田             | 8                | JFL              | 32               | 1                | -                | -                | 2                | 0                | 34               | 1                |
| 2014             | 秋田             | 10               | J3               | 31               | 2                | -                | -                | 2                | 0                | 33               | 2                |
| 2015             | 秋田             | 10               | J3               | 12               | 0                | -                | -                | 0                | 0                | 12               | 0                |
| 通算             | 日本             | 日本             | J1               | 8                | 0                | 1                | 0                | 0                | 0                | 9                | 0                |
| 通算             | 日本             | 日本             | J2               | 332              | 19               | -                | -                | 17               | 2                | 349              | 21               |
| 通算             | 日本             | 日本             | J3               | 43               | 2                | -                | -                | 2                | 0                | 45               | 2                |
| 通算             | 日本             | 日本             | JFL              | 32               | 1                | -                | -                | 2                | 0                | 34               | 1                |
| 総通算           | 総通算           | 総通算           | 総通算           | 415              | 22               | 1                | 0                | 21               | 2                | 437              | 24               |

| 国際大会個人成績 | 国際大会個人成績 | 国際大会個人成績 | 国際大会個人成績 | 国際大会個人成績 |
| 年度             | クラブ           | 背番号           | 出場             | 得点             |
| AFC              | AFC              | AFC              | ACL              | ACL              |
| ---------------- | ---------------- | ---------------- | ---------------- | ---------------- |
| 2005年           | 横浜FM           | 13               | 2                | 0                |
| 通算             | AFC              | AFC              | 2                | 0                |

その他の国際公式戦
- 2005年
  - A3チャンピオンズカップ 2試合1得点

## 指導歴
- 2016年 - ブラウブリッツ秋田
  - 2016年 - U-18 監督
  - 2019年 - 2023年 トップチーム アシスタントコーチ (兼任)